# Субъективная вероятность
Субъективная вероятность — степень личной веры агента (субъекта) в возможность наступления некоторого события.
Понятие субъективной вероятности является одной из интерпретаций понятия вероятности наряду с частотной вероятностью и логической вероятностью. Оно нашло применение в теории принятия решений. Полезным оказывается не всякое субъективное мнение. Существует требование, чтобы агент был рациональным, то есть продукт его веры должен подчиняться определённым правилам. В частности, сумма вероятностей возможных альтернатив не должна превышать единицы.

## История
Понятие субъективной вероятности было впервые сформулировано Фрэнком Пламптоном Рамсеем в 1926 году. Отдавая должное частотной интерпретации вероятности в статистике и физике, Рамсей замечает, что это не препятствует существованию субъективной интерпретации. И добавляет: «главная причина в существовании разницы между мнением статистиков, которые больше принимают частотную теорию вероятности, и мнением логиков, склоняющихся к субъективной теории, заключается в том, что две школы действительно ведут дискуссию о разных вещах, и что слово „вероятность“ используется логиками в одном смысле, а статистиками — в другом». Значительный вклад в развитие теории субъективной вероятности внесли также Бруно де Финетти, Леонард Савидж, Ирвин Гуд и многие другие.

## Заключение пари и Голландская книга
Субъективные вероятности традиционно анализируются в терминах заключения пари. Рассмотрим следующий пример. Пусть некий индивид обладает возможностью получить денежную сумму S в случае, если произойдет событие E. Однако если оно не случится, то он должен будет сам выплатить сумму R. В случае равновероятности наступления и ненаступления E по оценке индивида среднеожидаемый им выигрыш или проигрыш нулевой при S = R, и индивиду будет выгодно (ожидает в среднем выигрыш) любое пари при S > R или невыгодно (ожидает в среднем проигрыш) при S < R. При другой вероятности p := P(E) порог выгодности находится при pS = (1 − p)R. Из последнего выражения и по соотношению сумм, которые устраивают индивида, можно вычислить его субъективную оценку вероятности события E: p = R/(S + R).
Согласно персоналистской теории, величина p равна значению субъективной вероятности события E.
Несмотря на свою кажущуюся произвольность, субъективная вероятность должна отвечать требованиям аксиоматики теории вероятностей. Поэтому оценка её значений не должна нарушать правила исчисления вероятностей. Чтобы избежать этого, используются специальные методы фильтрации информации. Один из них имеет условное название «Голландская книга».
Голландская книга — это серия пари, каждое из которых вполне приемлемо для агента, но в совокупности они гарантируют его проигрыш в том случае, если агент невольно нарушил правила исчисления вероятностей. Математически доказано, что если субъективные вероятности нарушают правила исчисления вероятностей, то Голландская книга это почувствует.

## Субъективная вероятность и логическая вероятность
Очевидную полезность понятия субъективной вероятности в теории принятия решений можно объяснить лишь тем, что она растёт из корней, имеющих объективный характер. По этому поводу Карнап пишет следующее:
«Я думаю, что не должно быть противоречия между объективистской точкой зрения и субъективистской или персоналистской точкой зрения. Обе имеют законное место в контексте нашей работы, которая заключается в конструировании множества правил определения значений вероятности в отношении доступного свидетельства. На каждом шаге этого конструирования совершается выбор; который не является абсолютно свободным, а ограничен определёнными рамками. В основном это просто разница в акцентах между субъективистской тенденцией подчёркивать существование свободы выбора и объективистской тенденцией усиливать роль ограничений».